# الطويسة (أسوان)
قرية الطويسة هي إحدى القرى التابعة لمركز دراو في محافظة أسوان في جمهورية مصر العربية.